# 10 mars
10 mars är den 69:e dagen på året i den gregorianska kalendern (70:e under skottår). Det återstår 296 dagar av året.

## Namnsdagar

### I den svenska almanackan
- Nuvarande – Edla och Ada
- Föregående i bokstavsordning
  - Ada – Namnet infördes 1986 på 23 december. 1993 flyttades det till 4 mars och 2001 till dagens datum.
  - Apollonius – Namnet fanns, till minne av den romerska martyren Apollonius från 100-talet, på dagens datum fram till 1901, då det utgick.
  - Aurora – Namnet förekom på dagens datum under 1790-talet, men utgick sedan. 1901 infördes det på 3 juli och har funnits där sedan dess.
  - Edla – Namnet infördes på dagens datum 1901 och har funnits där sedan dess.
  - Edling – Namnet infördes på dagens datum 1986, men utgick 1993.
  - Ethel – Namnet infördes på dagens datum 1986 och fanns där till 2001, då det utgick.
- Föregående i kronologisk ordning
  - Före 1901 – Apollonius och Aurora
  - 1901–1985 – Edla
  - 1986–1992 – Edla, Edling och Ethel
  - 1993–2000 – Edla och Ethel
  - Från 2001 – Edla och Ada
- Källor
  - Brylla, Eva (red.): Namnlängdsboken, Norstedts ordbok, Stockholm, 2000. ISBN 91-7227-204-X
  - af Klintberg, Bengt: Namnen i almanackan, Norstedts ordbok, Stockholm, 2001. ISBN 91-7227-292-9

### Finlandssvenska almanackan
- Nuvarande från 1929[1] – Aurora
- I föregående revideringar[a][2]
  - inga ändringar sedan 1929

## Händelser
- 241 f.Kr. – Den karthagiska flotta, som har skickats att häva den romerska blockaden av de sicilianska städerna Lilybaeum och Drepanum, blir besegrad i ett sjöslag nära Egadiska öarna, vid västra Sicilien, av den romerska flottan, ledd av konsuln och befälhavaren Gaius Lutatius Catulus. Resultatet är en avgörande romersk seger, som framtvingar ett slut på det utdragna första puniska kriget, till stor fördel för Rom.
- 1045 – Påven Silvester III blir avsatt av Benedictus IX, som han själv avsatte från påvestolen året före. Benedictus blir därmed påve för andra gången, men redan 1 maj samma år säljer han ämbetet till sin gudfar Johannes Gratianus (som då blir påve med namnet Gregorius VI), för att själv kunna gifta sig. 1047 återkommer han som påve en tredje gång, men blir året därpå avsatt för gott.
- 1831 – Den franske kungen Ludvig Filip I, som har kommit till makten genom julirevolutionen året före, låter grunda franska främlingslegionen (La Légion Étrangère), som är tänkt som ett förband för utländska soldater, som vill kämpa för Frankrike, eftersom utlänningar har förbjudits ta värvning i den reguljära franska armén efter revolutionen.
- 1906 – Vid en gruvolycka i Courrières i norra Frankrike omkommer 1 099 arbetare, däribland många barn. Det är den värsta gruvolyckan i Europas historia, räknat i förluster i människoliv, och den näst värsta i världshistorien (endast överträffad av olyckan i Benxihu i Kina 1942, som kräver 1 549 dödsoffer). Under timmarna efter olyckan lyckas omkring 600 överlevande ta sig upp till markytan, men så sent som tre veckor senare hittas 13 överlevande, som har varit instängda i rasmassorna och den siste överlevande räddas den 4 april.
- 1948 – Den tjeckoslovakiske utrikesministern Jan Masaryk hittas död i sin pyjamas under sitt toalettfönster på utrikesministeriet i Prag. Hans död förblir oklar, men man antar att han har blivit mördad, eftersom han har motsatt sig den statskupp där kommunisterna har tagit makten i Tjeckoslovakien två veckor tidigare.
- 1959 – Ett uppror utbryter i den tibetanska huvudstaden Lhasa mot det kinesiska styret i regionen, som har varat sedan 1951. Även om upproret officiellt anses nedslaget den 28 mars dröjer det till 1962, innan de sista gerillasoldaterna är besegrade av den kinesiska armén. Ett resultat av upproret är att Tibets andlige ledare Dalai lama tvingas gå i landsflykt till Indien, något som kvarstår än idag (2025).
- 1974 – Nästan 30 år efter andra världskrigets slut förmås den japanske underlöjtnanten Hirō Onoda på ön Lubang Island i Filippinerna gå med på att ge upp kampen för Japans räkning. Under de år som har gått sedan krigsslutet har han vägrat acceptera att kriget skulle vara över och det är först sedan hans gamle befälhavare kommer till ön och personligen entledigar honom från krigstjänsten, som han går med på att kapitulera.
- 1975 – Nordvietnamesiska trupper anfaller den sydvietnamesiska staden Buôn Ma Thuột på vägen mot att inta huvudstaden Saigon. När denna faller i nordvietnamesiska händer den 30 april är Vietnamkriget över.

## Födda
- 1452 – Ferdinand II, kung av Spanien från 1479
- 1503 – Ferdinand I, tysk-romersk kejsare från 1558
- 1549 – Francisco Solano, spansk missionär och helgon
- 1749 – Lorenzo Da Ponte, italiensk författare
- 1766 – Andreas Samuel Krebs, norsk militär
- 1772 – Friedrich Schlegel, tysk romantisk filosof och författare
- 1801 – Nils Samuel von Koch, svensk ämbetsman och justitiekansler
- 1844 – Marie Spartali Stillman, brittisk målare
- 1845 – Alexander III, tsar av Ryssland 1881-1894
- 1870
  - William E. Crow, amerikansk republikansk politiker, senator för Pennsylvania från 1921
  - David Rjazanov, rysk filolog och marxist
- 1879 – Hans Luther, tysk jurist och politiker, Tysklands rikskansler 1925–1926
- 1881 – Signe Eklöf, svensk skådespelare och opera- och operettsångerska
- 1885 – Tamara Karsavina, rysk ballerina
- 1891 – Greta Fock, svensk skådespelare
- 1895 – Axel Witzansky, svensk balettdansör, skådespelare, teaterpedagog och koreograf
- 1903
  - Bix Beiderbecke, amerikansk jazzkornettist och kompositör
  - Clare Boothe Luce, amerikansk dramatiker, journalist, ambassadör och politiker
- 1909 – LeRoy Collins, amerikansk demokratisk politiker, guvernör i Florida 1955–1961
- 1910 – Elise Adelsköld, svensk bibliotekschef
- 1911 – Olof Lagercrantz, svensk författare
- 1920 – Boris Vian, fransk ingenjör, författare och jazztrumpetare
- 1921 – Curt Nicolin, svensk ingenjör och finansman
- 1923 – Val Fitch, amerikansk fysiker, mottagare av Nobelpriset i fysik 1980
- 1929 – Huey P. Meaux, amerikansk musikproducent
- 1939 – Fred Gunnarsson, svensk skådespelare
- 1940
  - Chuck Norris, amerikansk skådespelare
  - Dean Torrence, amerikansk musiker, medlem i duon Jan and Dean
- 1941 – George P. Smith, brittisk kemist, mottagare av Nobelpriset i kemi 2018
- 1944 – Jesper Svenbro, svensk författare och poet, ledamot av Svenska Akademien från 2006
- 1948 – Lilian Johansson, svensk skådespelare
- 1953
  - Åke Edwardson, svensk författare
  - Christer Fant, svensk skådespelare
  - Paul Haggis, kanadensisk regissör, manusförfattare och filmproducent
- 1955 – Sven-Erik Österberg, svensk socialdemokratisk politiker, Sveriges biträdande finansminister 2004–2006, landshövding i Norrbottens län 2012–2017, landshövding i Stockholms län 2017–2023
- 1957
  - Pervenche Berès, fransk EU-parlamentariker
  - Usama bin Ladin, saudisk terroristledare, grundare av och ledare för terrornätverket al-Qaida
  - Shannon Tweed, kanadensisk-amerikansk skådespelare och fotomodell
- 1958 – Sharon Stone, amerikansk skådespelare
- 1961 – Laurel Clark, amerikansk astronaut
- 1962 – Jasmine Guy, amerikansk skådespelare, dansare och sångare
- 1964
  - Neneh Cherry, svensk popsångare och artist
  - Edward, brittisk prins och earl av Wessex
- 1966 – Edie Brickell, amerikansk sångare och kompositör
- 1972 – Marcus Olsson, svensk kortfilms- och teaterregissör
- 1974 – Jörgen Brink, svensk längdskidåkare och skidskytt
- 1979 – Edi Gathegi, amerikansk skådespelare
- 1981
  - Samuel Eto'o, kamerunsk fotbollsspelare
  - Niklas Wykman, svensk moderat politiker, förbundsordförande för Moderata ungdomsförbundet 2006–2010, statsråd 2022–
- 1983
  - Jelena Bovina, rysk tennisspelare
  - Carrie Underwood, amerikansk country- och popsångare
- 1984
  - Barbii Bucxxx, brittisk porrskådespelare och modell
  - Olivia Wilde, amerikansk skådespelare och fotomodell
- 1986 – Grete Havnesköld, svensk skådespelare
- 1988 – Ivan Rakitić, kroatisk fotbollsspelare i FC Barcelona
- 1992 – Emily Osment, amerikansk skådespelare, sångare och låtskrivare
- 1993 – Nadia Murad, yazidisk människorättsaktivist, mottagare av Nobels fredspris 2018

## Avlidna
- 483 – Simplicius, påve sedan 468
- 1119 – Muirchertach Ua Briain, omkring 68, storkonung av Irland sedan 1101
- 1222 – Johan Sverkersson, 20, kung av Sverige sedan 1216
- 1383 – Birger Gregersson, omkring 55, svensk kyrkoman, ärkebiskop i Uppsala stift sedan 1366
- 1724 – Urban Hjärne, 82, svensk läkare, poet och naturforskare
- 1792 – John Stuart, 3:e earl av Bute, 78, brittisk politiker, Storbritanniens premiärminister 1762–1763
- 1810 – Daniel Boëthius, 58, svensk filosof
- 1856 – Karl Ludwig Friedrich von Hinckeldey, 50, Preussens generalpolisdirektör, avliden i en duell
- 1861 – Taras Sjevtjenko, 47, ukrainsk författare
- 1872 – Giuseppe Mazzini, 66, italiensk politiker och revolutionär
- 1880 – Thekla Knös, 64, svensk författare
- 1895 – Charles Frederick Worth, 69, brittisk modeskapare
- 1936 – Harald Andersin, 53, finländsk arkitekt
- 1937 – Jevgenij Zamjatin, 53, rysk författare
- 1940 – Michail Bulgakov, 48, rysk författare
- 1942 – Earl L. Brewer, 72, amerikansk demokratisk politiker, guvernör i Mississippi 1912–1916
- 1948 – Jan Masaryk, 61, tjeckoslovakisk politiker, Tjeckoslovakiens utrikesminister sedan 1940 (självmord eller mördad)
- 1949 – Rudolf Sahlberg, 70, svensk kapellmästare, musikarrangör och kompositör
- 1952 – Richard Hildebrandt, tysk SS-officer och krigsförbrytare (avrättad)
- 1953 – Alex Groesbeck, 80, amerikansk republikansk politiker, guvernör i Michigan 1921–1927
- 1957 – Max Amann, 65, tysk SS-officer
- 1960 – Josef Herou, 75, svensk operasångare
- 1962 – Olle Janson, 51, svensk skådespelare
- 1966 – Frits Zernike, 77, nederländsk fysiker, mottagare av Nobelpriset i fysik 1953
- 1968 – Robert Laycock, 60, brittisk general
- 1975 – Aase Ziegler, 68, dansk skådespelare och sångare
- 1982 – Erik ”Kiruna-Lasse” Larsson, 69, svensk längdskidåkare, olympisk guldmedaljör och mottagare av Svenska Dagbladets guldmedalj 1936
- 1985
  - Torsten Ehrenmark, 65, svensk journalist, korrespondent, kolumnist, radiopratare, kåsör och författare
  - Konstantin Tjernenko, 73, sovjetisk politiker, generalsekreterare för Sovjetunionens kommunistiska parti och Sovjetunionens ledare sedan 1984
- 1986 – Ray Milland, 79, brittisk-amerikansk skådespelare
- 1987 – Dwight W. Burney, 95, amerikansk republikansk politiker, guvernör i Nebraska 1960–1961
- 1988 – Andy Gibb, 30, australisk sångare, medlem i gruppen Bee Gees
- 1990 – Olle Ekbladh, 83, svensk skådespelare
- 1995 – Dicky Zulkarnaen, 55, indonesisk skådespelare
- 1997 – Lars Ahlin, 81, svensk författare
- 1998 – Lloyd Bridges, 85, amerikansk skådespelare
- 2002 – Erik Lönnroth, 91, svensk historiker, ledamot av Svenska Akademien sedan 1962
- 2004
  - Olle Adolphson, 69, svensk trubadur
  - Ulla-Carin Lindquist, 50, svensk journalist och nyhetsuppläsare
- 2012
  - Jean Giraud, 73, fransk serieskapare och produktionsdesigner
  - F. Sherwood Rowland, 84, amerikansk kemist, mottagare av Nobelpriset i kemi 1995
  - Nick Zoricic, 29, kanadensisk skicrossåkare
- 2013 – Lilian, 97, svensk prinsessa, hertiginna av Halland
- 2015 – Fred Fredericks, 85, amerikansk serietecknare
- 2016 – Keith Emerson, 71, brittisk musiker, medlem i Emerson, Lake & Palmer
- 2018 – Ulf Nilson, 84, svensk journalist och författare